# Nuevo Estadio Los Pajaritos
Das Nuevo Estadio Los Pajaritos ist das städtische Fußballstadion und Heimat des Fußballvereins CD Numancia. Es liegt in der spanischen Stadt Soria in der autonomen Gemeinschaft Kastilien und León.

## Geschichte
Die am 14. Januar 1999 eröffnete Sportstätte wurde direkt neben dem alten Estadio Los Pajaritos gebaut. Die Kosten beliefen sich auf zwölf Mio. Euro. Zur Eröffnung traf Numancia auf Osasuna Pamplona. Derzeit bietet die Arena 8.727 überdachte Sitzplätze. Die Träger des Daches bestehen aus einer Holz-Konstruktion. Die Kunststoff-Sitze sind in den Vereinsfarben von CD Numancia in Rot und Blau gehalten. Auf der Gegentribüne ist der Vereinsname mit weißen Sitzen dargestellt.